# 랩온어칩

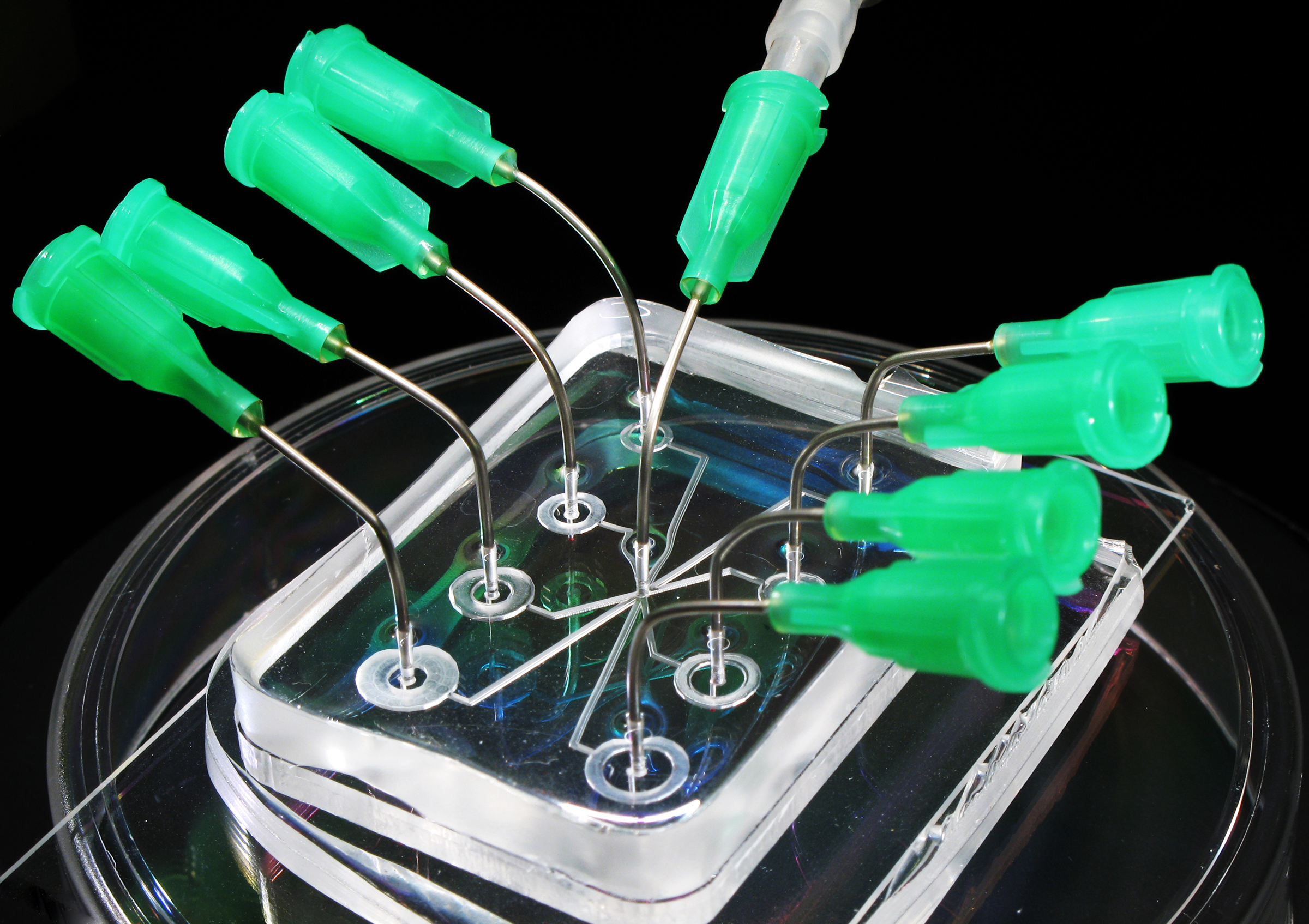

랩온어칩(lab-on-a-chip)은 초미세 회로의 반도체 기술과 나노기술, 생명공학기술 등의 집적으로 손톱만한 크기의 칩을 통해 실험실에서 할 수 있는 연구를 할 수 있도록 만든 장치다.
이는 DNA칩이나 단백질칩을 한 단계 발전시킨 바이오칩의 일종으로, 극미량의 시료나 샘플만으로도 실험 연구과정을 신속하게 진행할 수 있어 의학, 생명공학, 환경 등 다양한 분야에서 차세대 진단ㆍ분석장치로 개발, 연구중이다.

## 역사
1979년 처음으로 스탠퍼드 대학교에서 시작되었으나 실용화는 더디게 진행되었고, 1990년대에 들어서야 미세유체공학(microfluidics)와 관련된 MEMS(Micro Electro Mechanical System)기술을 기존의 분석기술에 접목시켜 수(nanoliter)에 해당하는 적은 양의 액체 시료를 칩상에서 다룰 수 있게 되었다.
랩온칩의 미세한 유로에 액체를 흘릴 때, 유로의 직경이 작고 유속이 느리므로 레이놀즈 수가 1보다 작으며, 이로 인해 층류가 흐르므로 매우 재현성있는 실험을 할 수 있다. 랩온칩에는 다양한 미세유체 제어 소자를 탑재할 수 있다. 마이크로밸브와 마이크로펌프는 지난 90년대에 중점적으로 연구되었으며, 2000년대 들어와서는 마이크로믹서, 광학검출기, 전기화학검출기등이 개발되었다.

## 랩온어칩의 장점
낮은 유체 부피 소비 (낭비가 적고 시약 비용이 낮으며 진단을 위해 필요한 시료 양이 적음)
짧은 확산 거리, 빠른 가열, 높은 표면 대 부피 비율
작은 열용량으로 인해 더 빠른 분석 및 응답 시간.
시스템의 보다 빠른 응답 (예를 들어, 발열 화학 반응을 위한 열 제어)
많은 기능과 소량의 통합으로 인한 시스템의 소형화
간결성으로 인한 대용량 병렬 처리로 높은 처리량 분석 가능
제조 비용 절감

## 랩온어칩의 단점
- 새로운 기술이기는 하지만 아직 완벽히 개발되지는 못했다.
- 반응 과정에서 모세관 현상이나 표면 장력, 물질 간의 화학 반응 등 결과를 얻는 데 방해되는 물리적, 화학적 효과가 작은 규모에서 더 많이 일어난다. 이는 전통적인 실험장비보다 랩온어칩에서의 실험을 더 어렵게 만든다.
- 마이크로 소재에서의 기하학적 정확성이 정교한 엔지니어링 기술과 비교했을 때 부족할 수 있다.

## 랩온어칩의 분류
랩온칩을 실로 다양한 유형이 있으나 대략 분류하면 다음과 같다.
1. 액체 구동방식에 따라 - 공기압 방식, 진공흡입방식, 주사기펌프방식, 전기삼투압방식, 공기압구동펌프 방식, 전기젖음방식 등이 있다.
2. 재료에 따라 - 연질 실리콘 PDMS 칩, 아크릴 칩, COC수지 칩, 유리칩
3. 구조에 따라 - 이층칩, 다층칩

최신 리뷰에 따르면 랩온칩 발표논문의  2/3가량이 PDMS수지를 사용했다. 연질 수지의 장점은 제작이 쉽고, 빠르다는 점이다. 그러나 대량생산이 어려워 연구실용도로 국한되고 있다. 경질 플라스틱팁은 대량생산에 용이하지만, PDMS처럼 다양한 형태로 만들기 어렵다. 예컨데 PDMS칩은 다층칩 제작이 쉬워 별다른 설비가 없어도 고도의 기능을 갖는 랩온칩을 쉽게 제작할 수 있다.

## 랩온어칩의 과학실험의 응용
1. 유체역학적 거동을 관찰하기 위한 칩- 1자유로 칩, Y자 유로칩(두 액체를 합쳐지게 층류 현상,  확산현상연구에 사용) , 열십자 유로칩(전기영동에 사용), 하이드로다이나믹 포커싱칩(유로가 좁아지게 하여 세포수를 카운트 할 때 사용)
2. 단백질 결정학을 위한 칩 - 예컨데, 긴 뱀모양 유로를 만들어 놓고 유로초입에 Y자형으로 서너가지 액체가 혼합되어 들어 가게 하고, 그 중에 한 입구에 용해된 단백질을 주입하고, 긴 유로를 따라 용해된 단백질이 결정화 되도록하는 용도
3. DNA분석을 위한 칩 - 예컨데 좁고 긴유로에 각기 길이가 다른 DNA절편 혼합액을 주입하고 고압의 직류 전기를 유로의 양끝에 인가하며, 전기장에서 DNA가 염기수에 따라 서로 분리 되게하는 용도
4. 단백질 분석을 위한 칩- 예컨데, 항원항체 반응을 이용한  ELISA분석법을 랩온칩 위에서 실현시킨 칩
5. 화학분석 또는 합성을 위한칩 - 미세유로에서 화학합성이나 분석이 가능하게 하는 칩.

기타 헤아릴 수 없이 많은 유형의 칩이 개발되고 있다.
1.실리콘 웨이퍼를 깊이 식각하여 미세한 기계 부품을 만드는 연구는 MEMS라고 한다. 멤스의 최초의 산업적인 응용은 압력센서이었고 성공적으로 판매되었다. 이에 따라 멤스 연구가 본격화되었고, 그 연구자의 일부는 유체용 맴스부품 예컨데 마이크로 밸브, 펌프 믹서등에 관심을 가졌다. 최초의 랩온칩은 1979년 스탠포드대학의 S.C.테리라고 전해지지만, 1980년대와 1990년대 초반에 유럽과학자들이 랩온칩 연구를 주도하였다.
그러나 1990년후반부터 인간 유전자 판독 프로젝트가 시작되면서 DNA분석에 랩온칩이 유용하다는 것이 알려졌고 국방성과 에너지성 등에서 풍부한 연구비를 지원받은 미국이 랩온칩 연구를 주도하였다.
2000년대 들어와 랩온칩은 생물학 분야를 벗어나 환경, 식품화학, 의학진단, 화학분석, 합성화학, 약학등 광범위하게 연구되고 있다. 또, 유체역학 거동을 살피는 유용한 실험도구로 사용되기도 하며, 최근에는 나노기술과 결합하여 나노물질 합성, 나노물질 분석에도 사용된다.

## 같이 보기
- 전기생리학
- 장기 칩